# Stazione di L'Ariane-La Trinité
La stazione di L'Ariane-La Trinité è una stazione ferroviaria posta sulla linea Nizza-Breglio. Serve il centro abitato di La Trinité e L'Ariane quartiere di Nizza.

## Strutture e impianti
La stazione è composta da un fabbricato viaggiatori e dal solo binario di circolazione.